# روکه‌فور-لا-بدول
روکه‌فور-لا-بدول (به فرانسوی: Roquefort-la-Bédoule) یک کمون از دپارتمان بوش-دو-رون در ناحیه پروانس-آلپ-کوت دازور در جنوب فرانسه است. ساکنان آن را بدولان می‌نامند.

## تاریخچه
در قرن هفتم میلادی تأسیس شده‌است.